# Glénay
Glénay is een gemeente in het Franse departement Deux-Sèvres (regio Nouvelle-Aquitaine) en telt 499 inwoners (1999). De plaats maakt deel uit van het arrondissement Bressuire.

## Geografie
De oppervlakte van Glénay bedraagt 21,0 km², de bevolkingsdichtheid is 23,8 inwoners per km².
De onderstaande kaart toont de ligging van Glénay met de belangrijkste infrastructuur en aangrenzende gemeenten.

## Demografie
Onderstaande figuur toont het verloop van het inwonertal (bron: INSEE-tellingen).